# Philippe Parreno
 (décembre 2014).
Si vous disposez d'ouvrages ou d'articles de référence ou si vous connaissez des sites web de qualité traitant du thème abordé ici, merci de compléter l'article en donnant les références utiles à sa vérifiabilité et en les liant à la section « Notes et références ».
Philippe Parreno est un artiste plasticien français né en 1964 à Oran, en Algérie. Il vit et travaille à Paris. Figure de la scène artistique française mais aussi internationale, il produit une œuvre protéiforme et souvent éphémère, qui remet en question les formats d'expositions et la nature des images. Il est passionné par le passage de la réalité à la fiction et par l'exposition conçue comme médium et espace de fiction.

## Biographie
À l'âge de quatre ans, Parreno a été profondément affecté par l'assassinat de Robert Kennedy, le frère de l'ancien président des États-Unis John F. Kennedy, le 8 juin 1968. L'événement a influencé son travail ultérieur en tant qu'adulte.
En 1983, Philippe Parreno a commencé à étudier à l'École supérieure d'art de Grenoble aux côtés d'autres artistes célèbres d'aujourd'hui, tels que Dominique Gonzalez-Foerster et Pierre Joseph.
Après ses études, Parreno a travaillé au Magasin comme assistant d'artiste. En même temps, il a développé son style artistique.
Pendant un an, Parreno a fréquenté l'Institut des hautes études en arts plastiques, mais il a changé de direction quand il a vu l'exposition de 1985 Les Immatériaux, conçue par Jean-François Lyotard au centre Pompidou.

## Œuvres
Dans les années 1990, Philippe Parreno doit sa renommée à l'originalité de son travail et à la diversité de ses pratiques (le cinéma, le dessin, la performance, etc.). Tout comme nombre d'artistes de sa génération, en particulier ses proches collaborateurs et amis de chez Anna Sanders Films, à savoir Dominique Gonzalez-Foerster ou Pierre Huyghe, il travaille particulièrement à partir d'un univers cinématographique ou télévisuel.
Philippe Parreno travaille beaucoup sur le décalage entre les différentes formes de représentation des images, entre réalité et fiction, langage et narration, la temporalité, le théâtre, les codes télévisuels et cinématographiques, qu'il fusionne entre eux. Il a réalisé de nombreuses expositions et installations, impliquant par exemple des objets (un arbre de Noël, une fresque fluorescente, des mannequins ou encore des ballons fixés au plafond "bulles sans paroles"), de la musique, des lumières, et des films. Tous ces médiums accompagnent l'expérience poétique des spectateurs.
Il réalise en 2004, en collaboration avec un plasticien écossais, Douglas Gordon, un film en temps réel d'un match de football à travers le portrait de l'icône du football mondiale Zinédine Zidane. Le film, qui porte son nom : Zidane, un portrait du XXIe siècle, cadre uniquement les faits et gestes du joueur, tout au long d'un match de championnat avec le Real Madrid au stade Santiago Bernabéu. Le spectateur est plongé au cœur du match, dans un chaos de geste discontinus et de chocs physiques.
En 2013, Philippe Parreno expose au palais de Tokyo Anywhere, anywhere out of the world. Il joue avec les symboles, les mots et les sons, modifiant alors la perception de l'espace par les visiteurs. Il transforme le palais de Tokyo en un énorme organisme vivant, une grande boite à musique, une machine poétique dont le mécanisme est en perpétuelle évolution. Le montage de l'exposition ressemble à un gigantesque plateau de cinéma, où les œuvres se déclenchent, s'arrêtent, se court-circuitent. Il déploie ici un art du programme. Dans la rotonde centrale, des rails sont posés en cercle au sol, autour d'une petite scène, comme pour le filmage d'un traveling, sauf qu'il y aura l'absence de caméras, mais un pan de mur tournant automatiquement autour d'un étrange dance floor où l'on entend le son de danseurs.

## Expositions personnelles
1995
- Snow Dancing, Le Consortium, Dijon
- Possessions, NZET (Air de Paris), Gent
- While… , Kunstverein, Hambourg

1996
- Ou, Air de Paris, Paris

Robert Prime, Londres
- Happy Ending Sweden 1996, Ynglagatan, Stockholm

1997
- Postman Time, On art and its places open to 21 C, Kunsthalle Nürnberg

Air de Paris, Paris
- Vitrines d'artistes, Nina Ricci, Paris

Galerie Le sous-sol, Geneva
Speech Bubbles,Tokyo
1998
- Kunstverein, Ludvigsburg, ARC/Musée d'art moderne de la ville de Paris, avec Pierre Huyghe et Dominique Gonzalez-Foerster
- INOVA, Milwaukee, Galerie Schipper ung krome, Berlin

1999
- Ynglagatan, Stockholm

2000
- No ghost just a shell : Anywhere out of the world, Air de Paris, Paris
- No ghost just a shell : Anywhere out of the world, Schipper ung krome, Berlin
- One thousand pictures falling from one thousand walls, MAMCo, Genève

2001
- Mont Analogue, Air de Paris, Paris & Friedrich Petzel Gallery, New York & Rirkrit Tiravanija's Studio, Bangkok
- El sueno de una cosa, Museet Project, Moderna Museet, Stockholm
- One thousand pictures falling from one thousand walls, Friedrich Petzel Gallery, New York
- Anywhere out of the world, Institut of Visual Culture, Cambridge

2002
- Alien Seasons, ARC/Musée d'art moderne de la ville de Paris, Paris
- El sueno de una cosa, Portikus, Frankfurt

2003
- Alien Seasons, Friedrich Petzel Gallery, New York
- TV Chanel, Le Studio, Galerie Yvon Lambert, Paris
- In the Future Everything Will Be Chrome, Kitakyushu, Japon

2007
- The Ultrasonic Scream of the Squirrel, Air de Paris, Paris

2009
- 8 juin 1968 - 7 septembre 2009, Centre Georges Pompidou, Paris

2012
- C.H.Z., Fondation Beyeler, Bâle, Suisse.

2013
- Anywhere, anywhere out of the world, Palais de Tokyo, Paris.

2019
- Elsewhen, Espace Louis Vuitton, Venise [événement collatéral de la 58e biennale de Venise][6].

2021
- Danny/ No more reality, Fondation LUMA, Arles

## Expositions collectives
2006
- L'Ambassade des Possibles[7], 40mcube, Rennes.

## Publications
- Philippe Parreno : Speech Bubbles, Les presses du réel, Dijon, 2001
- Philippe Parreno : Fade to Black, mfc - michèle didier, Bruxelles, 2005

## Filmographie
- 2003 : The Boy from Mars (court métrage)
- 2006 : Zidane, un portrait du XXIe siècle (coréalisateur : Douglas Gordon)
- 2010 : Invisible Boy (court métrage)

## Décorations
- Officier de l'ordre des Arts et des Lettres Il est promu au grade d’officier le 9 juillet 2014[8].